# Karczag Ferenc
Karczag Ferenc (Győr, 1956. május 22. – 2025. június 20.) Jászai Mari-díjas magyar színész, rendező.

## Életpályája
Gépipari szakközépiskolában érettségizett, majd katonai főiskolára nyert felvételt, de a színház jobban vonzotta. Kezdetben csoportos szereplő volt szülővárosában a Kisfaludy Színházban, majd 20 évesen eljátszott egy 65 éves figurát – (Vencel Andrást) – Sántha Ferenc Húsz óra című darabjában. Ezután döntött úgy, hogy végleg színésznek áll. 1976-tól egy évet az Állami Déryné Színházban játszott, ezután vették fel a főiskolára. 1982-ben színészként végzett  Marton Endre osztályában a Színház- és Filmművészeti Főiskolán. 
1982-ben a Mikroszkóp Színpad szerződtette,1984-ben a Madách Színházban játszott. 1985–1989 között a Miskolci Nemzeti Színház tagja volt. 1989-től a Pécsi Nemzeti Színház művésze volt, 1992-től a Szegedi Nemzeti Színház, 1996-tól a Békés Megyei Jókai Színház, majd Szolnok, voltak pályájának állomásai.  
Békéscsabán, a helyi színitanodában már tanítással is foglalkozott. 2005-től a szolnoki Szigligeti Színház színművésze, rendezéssel is foglalkozott. 2009-ben Jászai Mari-díjat kapott. 
2025-ben, nyugdíjazásának estéjén örökre megpihent.

## Fontosabb színházi szerepei
- Sánta Ferenc: Húsz óra... Vencel András
- Arthur Miller: Pillantás a hídról... Eddie Carbone
- Arthur Miller: A salemi boszorkányok... Parris, tiszteletes; Herrick, porkoláb
- Eugene O’Neill: Holt fény... Jim Tyrone
- Eugene O’Neill: Utazás az éjszakába... James Tyrone
- Molière: Úrhatnám polgár... Dorante gróf
- Molière: Kényszerházasság... Alcida, Dorimene bátyja (Ódry Színpad)
- William Shakespeare: Makrancos Kata... Baptista Minola (Gyulai Várszínház)
- William Shakespeare: A makrancos hölgy... Baptista, páduai úr; Curtis
- William Shakespeare: Szeget szeggel... Porkoláb; Tuskó, a herceg biztosa
- William Shakespeare: Rómeó és Júlia... Capulet (Újszínház)
- William Shakespeare: Szentivánéji álom... Oberon, tündérkirály
- William Shakespeare: Vízkereszt vagy amit akartok... Malvolio; Bohóc, Olívia udvari bolondja; Kapitány; Tengerészkapitány; 1. darabont
- William Shakespeare: Othello, a velencei mór... Othello, nemes mór, Velence szolgálatában; Brabantio, szenátor
- William Shakespeare: Macbeth... Siward
- William Shakespeare: Lóvátett lovagok... Nathaniel, tiszteletes úr
- Anton Pavlovics Csehov: Cseresznyéskert... Gajev
- Anton Pavlovics Csehov: Sirály... Szorin
- Fjodor Mihajlovics Dosztojevszkij: Fehér éjszakák... Férfi
- Fjodor Mihajlovics Dosztojevszkij: Karamazov testvérek... Fjodor Karamazov (Ódry Színpad)
- Makszim Gorkij: A nap fiai... Vagin, Dmitrij Szergejevics
- Carlo Goldoni: Két úr szolgája... Pantalone
- Carlo Goldoni: Mirandolina... Albafiorita
- Carlo Goldoni: Chioggiai csetepaté... Toni, halászbárka tulajdonos
- Niccolò Machiavelli: Mandragóra... Nicia mester (firenzei bankár, hatvan felé)
- Federico García Lorca: Vérnász... Vőlegény (Ódry Színpad)
- Edward Albee: Nem félünk a farkastól... George
- Edward Albee: Állatkerti történet... Jerry
- Friedrich Schiller: Ármány és szerelem... Miller
- Friedrich Schiller: Stuart Mária... George Talbot, Shrewsbury grófja
- Friedrich Schiller: Don Carlos... Alba, herceg
- Bertolt Brecht: A szecsuáni jólélek... Férfi
- Bertolt Brecht – Kurt Weill: Koldusopera... Kimball
- Friedrich Dürrenmatt: Fizikusok... Ernst Heinrich Ernesti, más néven Einstein, páciens; Uwe Sievers, főápoló
- Henrik Ibsen: Solness építőmester... Halvard Solness (építőmester)
- George Bernard Shaw: Szent Johanna... Cauchon püspök
- George Bernard Shaw - Alan Jay Lerner - Frederick Loewe - G. Dénes György: My Fair Lady... Pickering ezredes
- Albert Camus: Caligula... Octavius
- Victor Hugo: A királyasszony lovagja... Don Salluste De Bazan (Egervári Várszínház)
- Alexandre Dumas - Jean-Paul Sartre: Kean, a színész... Lord Mewill
- Umberto Eco: A rózsa neve... Baskerville-i Vilmos ferences
- Ken Kesey: Kakukkfészek: ... McMurphy; Cheswick
- Georges Feydeau: Bolha a fülbe... Histangua
- Peter Shaffer: Black Comedy... Melkett ezredes
- Katona József: Bánk bán... Mikhál bán
- Vörösmarty Mihály: Csongor és Tünde... Tudós
- Jókai Mór: A kőszívű ember fiai... Ridegváry
- Nóti Károly: Nyitott ablak... Ezredorvos
- Móricz Zsigmond: Úri muri... Csörgheő Csuli
- Örkény István: Tóték... Tót
- Füst Milán: Boldogtalanok... Dr. Beck Gyula
- Szigligeti Ede: Liliomfi... Szilvai Tódor
- Csiky Gergely: A nagymama... Koszta Sámuel
- Szép Ernő: Patika... Borgida, bérlő
- Herczeg Ferenc: Déryné ifjasszony... Thuretzky
- Mikszáth Kálmán - Deres Péter: Szent Péter esernyője... Sztolarik, Wibra gyámapja
- Móricz Zsigmond: Légy jó mindhalálig... Igazgató
- Molnár Ferenc: Az üvegcipő... Rendőrtanácsos
- Molnár Ferenc: Doktor úr... Puzsér
- Bródy Sándor: A tanítónő... Öreg Nagy István
- Heltai Jenő: A néma levente... Galeotto Marzió, a király krónikása
- Heltai Jenő: Naftalin... Csapláros
- Hunyady Sándor: Feketeszárú cseresznye... Pópa
- Weöres Sándor: A holdbeli csónakos... Vitéz László
- Weöres Sándor: Csalóka Péter... Bíró
- Németh László: Villámfénynél... Bakos Béla (főjegyző)
- Németh László:  A két Bolyai... Bolyai Antal
- Márai Sándor: Kaland... Dr. Szekeres
- Eörsi István: Sírkő és kakaó... Piti Lajos
- Szakonyi Károly: Adáshiba... Bódog
- Gyurkovics Tibor: Isten nem szerencsejátékos... Vizsgálóbíró
- Dobozy Imre: A tizedes meg a többiek... Tizedes
- Sütő András: Egy lócsiszár virágvasárnapja... Várkatona
- Orczy Emma – Valla Attila – Molnár László: A Vörös Pimpernel... A walesi herceg
- Franz Arnold – Ernst Bach: Apa csak egy van... Horst-Clemns Bitterstein (udvari tanácsos)
- Nemes István – Koltai Róbert – Nógrádi Gábor – Dés László: Sose halunk meg... Apa
- Mészáros István: Szarkaláb... Wahran (varázsló)
- Dale Wassermann – Mitch Leigh – Joe Darion: La Mancha lovagja... Kormányzó
- Zágon István – Nóti Károly – Eisemann Mihály: Hippolyt a lakáj... Makáts
- Zerkovitz Béla – Szilágyi László: Csókos asszony... Salvator
- Eisemann Mihály – Zágon István – Somogyi Gyula: Fekete Péter... Fleuron
- Békeffi István – Stella Adorján: Janika... Elemér, Gizi apja
- Kálmán Imre: Cirkuszhercegnő... Pinelli
- Kálmán Imre - Martos Ferenc - Bródy Miksa: Zsuzsi kisasszony... Polgármester
- Lehár Ferenc: Luxemburg grófja... Elnök
- Jacobi Viktor: Leányvásár... Jack Harrison
- Ábrahám Pál: Bál a Savolyban... Archibald, komornyik
- Ödön von Horváth: Mesél a bécsi erdő... Oszkár
- Rejtő Jenő: Vesztegzár a Grand Hotelben... Ali Zogoli koronaherceg, albán trónörökös
- Szüle Mihály – Walter László – Harmath Imre: Egy bolond százat csinál... Bankár
- Mészáros István: Lift... liftkezelő
- Fenyő Miklós – Tasnádi István: Made in Hungária... Apa
- Federico Fellini - Kiss József: Országúton... Gazda
- Kiss József: Az angyalok nem sírnak... Kádár
- Kiss József: A boldog (Utolsóból első)... Pálóczi
- Székely János: Vak Béla király... Testőr
- Sultz Sándor: Krepp... Krepp
- Závada Pál: A Diófák tere avagy Szólj anyádnak, jöjjön ki!... Boszák Frigyes regionális főnök
- Szabó Magda: Az a szép, fényes nap... Gyula, a fejedelem apósa
- Szabó Magda: Kiálts, város!... Idősb Portörő, szenátor
- Alexander Breffort – Margauerite Monnot: Irma, te édes... Achille
- Joseph Kesselring: Arzén és levendula... Dr. Einstein (Mortimer)
- Jaroslav Hašek: Švejk, a derék katona... Laczina páter
- Lionel Bart: Oliver... Mr. Brownlow
- Peter Karvas: Yo város honpolgárai, avagy királyságot egy gyilkosért... Sir Milington Fortheringham (igazgató)
- Lillian Hellman: Könyörtelenek (The little foxes)... Benjamin Hubbard
- Johann Nepomuk Nestroy: Szabaccság Mucsán... Ultra, újságíró
- Polgár Ernő: Túl az Egyenlítőn... Kingston, fedélzetmester
- Oscar Wilde: Salome... Jokanán, próféta (Ódry Színpad)
- Henry Keroul – Albert Barré: Léni néni... Rivarol (Ódry Színpad)
- Kemény Zsigmond – Török Tamás: A rajongók... Péchi Simon (Ódry Színpad)
- Bal? Jobb? Bal!! (kabaré)... szereplő (Mikroszkóp Színpad)
- Értem? (ifjúsági kabaré)... szereplő (Mikroszkóp Színpad)
- Lev Birinszkij: Bolondok tánca... Lenszkij, az álmos
- Michel de Ghelderode: Pokoli pompa... Dom Pikkendonker
- Karol Wojtyła: A Mi Urunk festője... Ismeretlen
- Arnold Wesker: Konyha... Paul
- Arnold Wesker: A királynő katonái... Archie Cannibal
- Herman Wouk: Zendülés a Caine hajón... Barney Greenwald hadnagy, a védő
- Aldo Nicolaj: Hárman a padon... Bocca Libero
- Thornton Wilder: A mi kis városunk... Halott
- Szörényi Levente – Bródy János: Kőműves Kelemen... Vándor
- Szophoklész: Antigoné... Teiresziász
- Lehár Ferenc: A víg özvegy... Zsugorovits
- David Seidler: A király beszéde... V. György király

## Filmek, tv
- Családi kör (sorozat) (1981)
- Mint oldott kéve (sorozat) Magyarország 1848-1849 című rész (1983)
- Bródy Sándor: A tanítónő (színházi előadás tv-felvétele)
- Kémeri (sorozat) Stella című rész (1985)
- Vízkereszt, vagy amit akartok (színházi előadás tv-felvétele,  1986)
- Egy szerelem három éjszakája  (Zenés Tv-Színház, 1986)
- Kean, a színész (színházi előadás tv-felvétele,  1989)
- Kiss József: Az angyalok nem sírnak (színházi előadás tv-felvétele, 2008)
- Bánk bán  (színházi előadás tv-felvétele, 2010)
- Brandon Thomas: Charley nénje (színházi előadás tv-felvétele, 2021)

## Rendezéseiből
- Állatkerti történet (1991)
- Máli néni (1993)
- A só (1997)
- Komámasszony, hol a stukker? (1998)
- A kör négyszögesítése (2002)
- Mandragóra (2006)
- A félőlény  (2009)
- Hajnalban, délben, este (2010)
- A boldog (Utolsóból első) (2013)
- Óz, a nagy varázsló (2014)
- Az igazmondó juhász és az aranyszőrű bárány (2019)

## Díjak, elismerések
- Bodex-díj (2012)
- Jászai Mari-díj (2009)
- Békés Megye Színművésze-díj (2004)